# MSR Flug-Charter
Die MSR Flug-Charter GmbH war eine deutsche Fluggesellschaft mit Sitz am Flughafen Münster-Osnabrück.

## Geschichte und Flugziele
Die Gesellschaft wurde 1977 in Greven von dem Fluglehrer Heinrich Schulte als MSR-Flug gegründet. Neben der Ausbildung von Piloten übernahm sie auch den gewerbsmäßigen Transport von Personen und Fracht.
Zuletzt betrieb das Unternehmen Expressfracht- und Ambulanzflüge, war jedoch ebenfalls im Lufttaxi- und Businesscharterdienst zwischen Deutschland und Europa tätig. Das Luftfahrt-Bundesamt als zuständige deutsche Behörde entschied am 31. Oktober 2008 das Luftverkehrsbetreiberzeugnis auszusetzen, da MSR Flug-Charter einen Insolvenzantrag gestellt hatte und somit möglicherweise Schwierigkeiten haben würde, die Sicherheitsanforderungen zu erfüllen. Die Charterflugabteilung wurde anschließend von der niederländischen Solid Air übernommen und wenngleich diese ein deutsches Tochterunternehmen gründete und damit an den Flughafen Münster/Osnabrück zog, mussten alle Unternehmen der Solid-Air-Gruppe nach dem Grounding der niederländischen Muttergesellschaft im Oktober 2011 ihren Betrieb einstellen.

## Flotte
Im Jahre 2008 setzte sich die Flotte der MSR-Flug-Charter aus den folgenden zwölf Flugzeugen zusammen:
| Flugzeugtyp                   | Anzahl | Luftfahrzeugkennzeichen |
| ----------------------------- | ------ | ----------------------- |
| Cessna 340A                   | 1      | D-INGI                  |
| Cessna 425                    | 1      | D-IPOS                  |
| Cessna 441                    | 1      | D-ILYS                  |
| Cessna CitationJet            | 4      | D-CKJS                  |
| Cessna CitationJet            | 4      | D-IKJS                  |
| Cessna CitationJet            | 4      | D-IPCS                  |
| Cessna CitationJet            | 4      | D-ISGW                  |
| Cessna Citation Sovereign     | 1      | D-CCJS                  |
| Piper PA-34                   | 1      | D-GHSB                  |
| Beechcraft King Air 200       | 1      | D-IBFE                  |
| Hawker Beechcraft 390 Premier | 2      | D-IIMC                  |
| Hawker Beechcraft 390 Premier | 2      | D-IWWW                  |
| Gesamt                        | 12     |                         |